# Список дипломатических представительств России

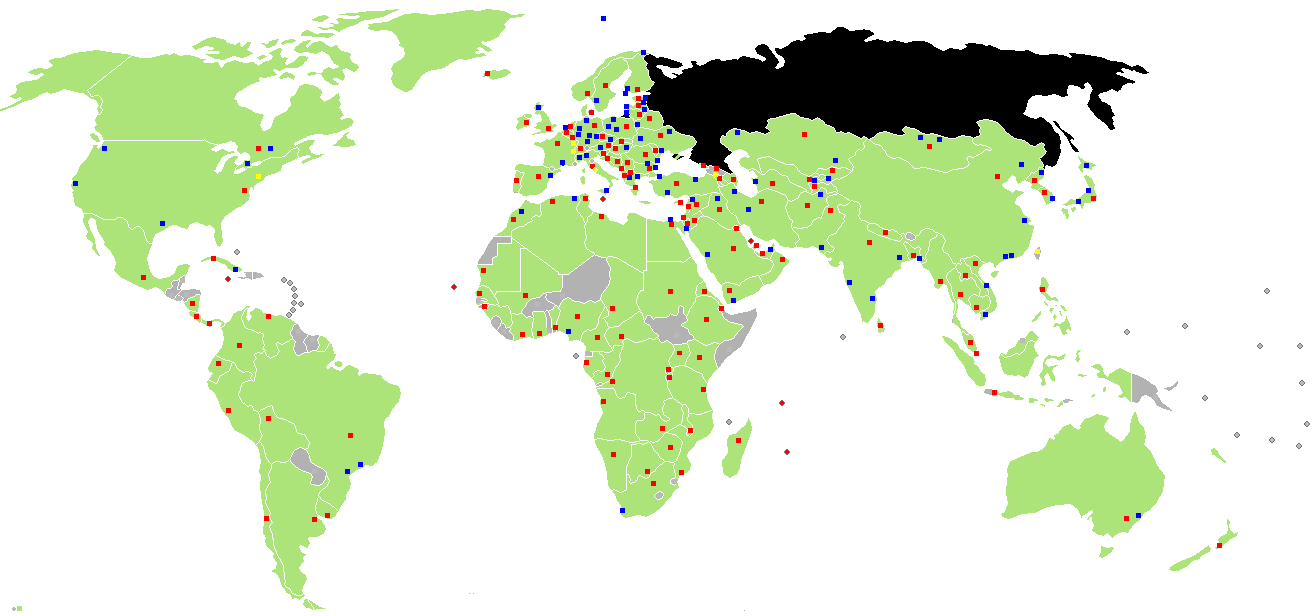
Дипломатические миссии России: посольства (красный), консульства (синий), постоянные миссии (жёлтый), черный — Россия

Россия, ввиду своего географического положения, а также благодаря деятельности царской и советской дипломатии, располагает одной из крупнейших сетей зарубежных дипломатических представительств. Российские посольства и консульства действуют практически в каждой стране мира, за исключением некоторых карликовых государств Европы, некоторых государств Центральной и Южной Африки, Центральной Америки, Бутана, большинства стран Океании.
К официальным государственным представительствам России за рубежом относятся:
- посольства (строго говоря, только они являются дипломатическими представительствами);
- консульские учреждения (генеральные консульства, консульства);
- постоянные представительства при международных организациях.

В составе посольства могут действовать также:
- торговое представительство (торгпредство);
- центр науки и культуры (представительство Россотрудничества).

## Посольства
| Посольства                       |                     |            |                                     |  |
| Республика Абхазия               | Сухум               | Посольство | Шургалин, Михаил Александрович      |  |
| Австралия                        | Канберра            | Посольство | Павловский, Алексей Викторович      |  |
| Австрия                          | Вена                | Посольство | Любинский, Дмитрий Евгеньевич       |  |
| Азербайджан                      | Баку                | Посольство | Евдокимов, Михаил Николаевич        |  |
| Албания                          | Тирана              | Посольство | Зайцев, Алексей Анатольевич         |  |
| Алжир                            | Алжир               | Посольство | Кочешков, Алексей Александрович     |  |
| Ангола                           | Луанда              | Посольство | Тараров, Владимир Николаевич        |  |
| Аргентина                        | Буэнос-Айрес        | Посольство | Феоктистов, Дмитрий Валерьевич      |  |
| Армения                          | Ереван              | Посольство | Копыркин, Сергей Павлович           |  |
| Афганистан                       | Кабул               | Посольство | Жирнов, Дмитрий Александрович       |  |
| Бангладеш                        | Дакка               | Посольство | Мантыцкий, Александр Викентьевич    |  |
| Бахрейн                          | Манама              | Посольство | Скосырев, Алексей Владимирович      |  |
| Беларусь                         | Минск               | Посольство | Грызлов, Борис Вячеславович         |  |
| Бельгия                          | Брюссель            | Посольство | Токовинин Александр Аврельевич      |  |
| Бенин                            | Котону              | Посольство | Евдокимов, Игорь Дмитриевич         |  |
| Болгария                         | София               | Посольство | Митрофанова, Элеонора Валентиновна  |  |
| Боливия                          | Ла-Пас              | Посольство | Леденёв, Михаил Николаевич          |  |
| Босния и Герцеговина             | Сараево             | Посольство | Калабухов, Игорь Андреевич          |  |
| Ботсвана                         | Габороне            | Посольство | Кемарский, Андрей Вадимович         |  |
| Бразилия                         | Бразилиа            | Посольство | Лабецкий, Алексей Казимирович       |  |
| Бруней                           | Бандар-Сери-Бегаван | Посольство | Баранов, Михаил Владимирович        |  |
| Бурунди                          | Бужумбура           | Посольство | Михайлов, Валерий Александрович     |  |
| Ватикан                          | Рим                 | Посольство | Солтановский, Иван Дмитриевич       |  |
| Великобритания                   | Лондон              | Посольство | Келин, Андрей Владимирович          |  |
| Венгрия                          | Будапешт            | Посольство | Станиславов, Евгений Арнольдович    |  |
| Венесуэла                        | Каракас             | Посольство | Мелик-Багдасаров, Сергей Михайлович |  |
| Вьетнам                          | Ханой               | Посольство | Бездетко, Геннадий Степанович       |  |
| Габон                            | Либревиль           | Посольство | Искандаров, Ильяс Фархадович        |  |
| Гайана                           | Джорджтаун          | Посольство | Александр Сергеевич Курмаз          |  |
| Гана                             | Аккра               | Посольство | Бердников, Сергей Леонидович        |  |
| Гватемала                        | Гватемала           | Посольство | Винокуров, Владимир Николаевич      |  |
| Гвинея-Бисау                     | Бисау               | Посольство | Егоров, Александр Рэмович           |  |
| Гвинея                           | Конакри             | Посольство | Попов, Алексей Владимирович         |  |
| Германия                         | Берлин              | Посольство | Нечаев, Сергей Юрьевич              |  |
| Греция                           | Афины               | Посольство | Маслов, Андрей Михайлович           |  |
| Дания                            | Копенгаген          | Посольство | Барбин, Владимир Владимирович       |  |
| Демократическая Республика Конго | Киншаса             | Посольство | Сентебов, Алексей Леонидович        |  |
| Джибути                          | Джибути             | Посольство | Голованов, Михаил Алексеевич        |  |
| Египет                           | Каир                | Посольство | Борисенко, Георгий Евгеньевич       |  |
| Замбия                           | Лусака              | Посольство | Ярахмедов, Азим Алаудинович         |  |
| Зимбабве                         | Хараре              | Посольство | Красильников, Николай Владимирович  |  |
| Израиль                          | Тель-Авив           | Посольство | Викторов, Анатолий Дмитриевич       |  |
| Индия                            | Нью-Дели            | Посольство | Кудашев, Николай Ришатович          |  |
| Индонезия                        | Джакарта            | Посольство | Толчёнов, Сергей Геннадьевич        |  |
| Иордания                         | Амман               | Посольство | Десятников, Глеб Феликсович         |  |
| Ирак                             | Багдад              | Посольство | Кутрашев, Эльбрус Кириллович        |  |
| Иран                             | Тегеран             | Посольство | Джагарян, Леван Семёнович           |  |
| Ирландия                         | Дублин              | Посольство | Филатов, Юрий Анатольевич           |  |
| Исландия                         | Рейкьявик           | Посольство | Андриашин, Сергей Христофорович     |  |
| Испания                          | Мадрид              | Посольство | Клименко, Юрий Николаевич           |  |
| Италия                           | Рим                 | Посольство | Разов, Сергей Сергеевич             |  |
| Йемен                            | Сана                | Посольство | Дедушкин, Владимир Петрович         |  |
| Кабо-Верде                       | Прая                | Посольство | Поклонская, Наталья Владимировна    |  |
| Казахстан                        | Астана              | Посольство | Бородавкин, Алексей Николаевич      |  |
| Камбоджа                         | Пномпень            | Посольство | Цветков, Дмитрий Юрьевич            |  |
| Камерун                          | Яунде               | Посольство | Башкин, Анатолий Геннадьевич        |  |
| Канада                           | Оттава              | Посольство | Дарчиев, Александр Никитич          |  |
| Катар                            | Доха                | Посольство | Догадкин, Дмитрий Николаевич        |  |
| Кения                            | Найроби             | Посольство | Максимычев, Дмитрий Игоревич        |  |
| Кипр                             | Никосия             | Посольство | Осадчий, Станислав Вилиорович       |  |
| Кыргызстан                       | Бишкек              | Посольство | Крутько, Андрей Андреевич           |  |
| КНДР                             | Пхеньян             | Посольство | Мацегора, Александр Иванович        |  |
| Китай                            | Пекин               | Посольство | Денисов, Андрей Иванович            |  |
| Колумбия                         | Богота              | Посольство | Кошкин, Сергей Николаевич           |  |
| Республика Конго                 | Браззавиль          | Посольство | Михайлов, Валерий Александрович     |  |
| Республика Корея                 | Сеул                | Посольство | Кулик, Андрей Борисович             |  |
| Коста-Рика                       | Сан-Хосе            | Посольство | Догадин, Александр Константинович   |  |
| Кот-д’Ивуар                      | Абиджан             | Посольство | Байков, Владимир Анатольевич        |  |
| Куба                             | Гавана              | Посольство | Гуськов, Андрей Анатольевич         |  |
| Кувейт                           | Кувейт              | Посольство | Соломатин, Алексей Владимирович     |  |
| Лаос                             | Вьентьян            | Посольство | Баранов, Михаил Владимирович        |  |
| Латвия                           | Рига                | Посольство | Лукьянов, Евгений Владимирович      |  |
| Ливан                            | Бейрут              | Посольство | Засыпкин, Александр Сергеевич       |  |
| Ливия                            | Триполи             | Посольство | Молотков, Иван Николаевич           |  |
| Литва                            | Вильнюс             | Посольство | Удальцов, Александр Иванович        |  |
| Люксембург                       | Люксембург          | Посольство | Сорокин, Виктор Александрович       |  |
| Маврикий                         | Порт-Луи            | Посольство | Климовский, Константин Вячеславович |  |
| Мавритания                       | Нуакшот             | Посольство | Чамов, Владимир Васильевич          |  |
| Мадагаскар                       | Антананариву        | Посольство | Ахмедов, Станислав Анварович        |  |
| Северная Македония               | Скопье              | Посольство | Баздникин, Сергей Александрович     |  |
| Малайзия                         | Куала-Лумпур        | Посольство | Латыпов, Наиль Мазгутович           |  |
| Мали                             | Бамако              | Посольство | Дульян, Алексей Гайкович            |  |
| Мальта                           | Валлетта            | Посольство | Малыгин, Владимир Ардалионович      |  |
| Марокко                          | Рабат               | Посольство | Шуваев, Валерьян Владимирович       |  |
| Мексика                          | Мехико              | Посольство | Коронелли, Виктор Викторович        |  |
| Мозамбик                         | Мапуту              | Посольство | Суриков, Александр Васильевич       |  |
| Молдова                          | Кишинёв             | Посольство | Васнецов, Олег Владимирович         |  |
| Монголия                         | Улан-Батор          | Посольство | Азизов, Искандер Кубарович          |  |
| Мьянма                           | Янгон               | Посольство | Листопадов, Николай Александрович   |  |
| Намибия                          | Виндхук             | Посольство | Уткин, Валерий Иванович             |  |
| Непал                            | Катманду            | Посольство | Новиков, Алексей Алексеевич         |  |
| Нигерия                          | Лагос               | Посольство | Шебаршин, Алексей Леонидович        |  |
| Нидерланды                       | Гаага               | Посольство | Шульгин, Александр Васильевич       |  |
| Никарагуа                        | Манагуа             | Посольство | Будаев, Андрей Владимирович         |  |
| Новая Зеландия                   | Веллингтон          | Посольство | Зуев, Георгий Викторович            |  |
| Норвегия                         | Осло                | Посольство | Рамишвили, Теймураз Отарович        |  |
| ОАЭ                              | Абу-Даби            | Посольство | Ефимов, Александр Владимирович      |  |
| Оман                             | Маскат              | Посольство | Догадкин, Дмитрий Николаевич        |  |
| Пакистан                         | Исламабад           | Посольство | Дедов, Алексей Юрьевич              |  |
| Панама                           | Панама              | Посольство | Марчук, Борис Юрьевич               |  |
| Парагвай                         | Асунсьон            | Посольство | Тавдумадзе, Николай Карлович        |  |
| Перу                             | Лима                | Посольство | Романченко, Игорь Владимирович      |  |
| Польша                           | Варшава             | Посольство | Андреев, Сергей Вадимович           |  |
| Португалия                       | Лиссабон            | Посольство | Камынин, Михаил Леонидович          |  |
| Руанда                           | Кигали              | Посольство | Чальян, Карэн Драстаматович         |  |
| Румыния                          | Бухарест            | Посольство | Кузьмин, Валерий Иванович           |  |
| Саудовская Аравия                | Эр-Рияд             | Посольство | Озеров, Олег Борисович              |  |
| Сейшельские Острова              | Виктория            | Посольство | Кожин, Артём Александрович          |  |
| Сенегал                          | Дакар               | Посольство | Крюков, Сергей Николаевич           |  |
| Сербия                           | Белград             | Посольство | Чепурин, Александр Васильевич       |  |
| Сингапур                         | Сингапур            | Посольство | Татаринов, Андрей Алексеевич        |  |
| Сирия                            | Дамаск              | Посольство | Ефимов, Александр Владимирович      |  |
| Словакия                         | Братислава          | Посольство | Федотов, Алексей Леонидович         |  |
| Словения                         | Любляна             | Посольство | Завгаев, Доку Гапурович             |  |
| Судан                            | Хартум              | Посольство | Желтов, Владимир Филиппович         |  |
| США                              | Вашингтон           | Посольство | Антонов, Анатолий Иванович          |  |
| Таджикистан                      | Душанбе             | Посольство | Лякин-Фролов, Игорь Семёнович       |  |
| Таиланд                          | Бангкок             | Посольство | Томихин, Евгений Юрьевич            |  |
| Танзания                         | Дар-эс-Салам        | Посольство | Попов, Юрий Фёдорович               |  |
| Тунис                            | Тунис               | Посольство | Николаев, Сергей Анатольевич        |  |
| Туркменистан                     | Ашхабад             | Посольство | Блохин, Александр Викторович        |  |
| Турция                           | Анкара              | Посольство | Ерхов, Алексей Владимирович         |  |
| Уганда                           | Кампала             | Посольство | Поляков, Александр Дмитриевич       |  |
| Узбекистан                       | Ташкент             | Посольство | Тюрденев, Владимир Львович          |  |
| Уругвай                          | Монтевидео          | Посольство | Софинский, Николай Всеволодович     |  |
| Филиппины                        | Манила              | Посольство | Павлов, Марат Игнатьевич            |  |
| Финляндия                        | Хельсинки           | Посольство | Кузнецов, Павел Маратович           |  |
| Франция                          | Париж               | Посольство | Мешков, Алексей Юрьевич             |  |
| Хорватия                         | Загреб              | Посольство | Азимов, Анвар Сарварович            |  |
| Центральноафриканская Республика | Банги               | Посольство | Лобанов, Сергей Иванович            |  |
| Чад                              | Нджамена            | Посольство | Чвыков, Александр Михайлович        |  |
| Черногория                       | Подгорица           | Посольство | Грицай, Сергей Николаевич           |  |
| Чехия                            | Прага               | Посольство | Змеевский, Александр Владимирович   |  |
| Чили                             | Сантьяго            | Посольство | Трухановский, Владимир Владимирович |  |
| Швейцария                        | Берн                | Посольство | Гармонин, Сергей Викторович         |  |
| Швеция                           | Стокгольм           | Посольство | Татаринцев, Виктор Иванович         |  |
| Шри-Ланка                        | Коломбо             | Посольство | Материй, Юрий Борисович             |  |
| Эквадор                          | Кито                | Посольство | Векленко, Андрей Викторович         |  |
| Эритрея                          | Асмэра              | Посольство | Ярахмедов, Азим Алаудинович         |  |
| Эстония                          | Таллин              | Посольство | Петров, Александр Михайлович        |  |
| Эфиопия                          | Аддис-Абеба         | Посольство | Ткаченко, Всеволод Игоревич         |  |
| ЮАР                              | Претория            | Посольство | Илья Игоревич Рогачёв               |  |
| Южная Осетия                     | Цхинвал             | Посольство | Кулахметов, Марат Минюрович         |  |
| Ямайка                           | Кингстон            | Посольство | Винокуров, Владимир Николаевич      |  |
| Япония                           | Токио               | Посольство | Галузин, Михаил Юрьевич             |  |

## Консульские учреждения
| Страна                  | Город            | Тип                     | Глава                              | Офис |
| ----------------------- | ---------------- | ----------------------- | ---------------------------------- | ---- |
| Генеральные консульства |                  |                         |                                    |      |
| Австралия               | Сидней           | Генеральное консульство | Аржаев, Игорь Николаевич           |      |
| Австрия                 | Зальцбург        | Генеральное консульство | Магута, Сергей Михайлович          |      |
| Армения                 | Гюмри            | Генеральное консульство | Копнин, Александр Анатольевич      |      |
| Афганистан              | Мазари-Шариф     | Генеральное консульство | Кулиш, Евгений Иванович            |      |
| Беларусь                | Брест            | Генеральное консульство | Конякин, Игорь Юрьевич             |      |
| Бельгия                 | Антверпен        | Генеральное консульство | Егоров, Евгений Николаевич         |      |
| Болгария                | Варна            | Генеральное консульство | Климанов, Владимир Александрович   |      |
| Болгария                | Русе             | Генеральное консульство | Громов, Андрей Юрьевич             |      |
| Бразилия                | Рио-де-Жанейро   | Генеральное консульство | Токмаков, Владимир Георгиевич      |      |
| Бразилия                | Сан-Паулу        | Генеральное консульство | Лезгинцев, Юрий Михайлович         |      |
| Великобритания          | Эдинбург         | Генеральное консульство | Яковлев, Андрей Игоревич           |      |
| Венгрия                 | Дебрецен         | Генеральное консульство | Баранов Дмитрий Львович            |      |
| Вьетнам                 | Дананг           | Генеральное консульство | Плам, Андрей Юрьевич               |      |
| Вьетнам                 | Хошимин          | Генеральное консульство | Попов, Алексей Владимирович        |      |
| Германия                | Бонн             | Генеральное консульство | Седых, Владимир Васильевич         |      |
| Греция                  | Салоники         | Генеральное консульство | Щербаков, Александр Петрович       |      |
| Египет                  | Александрия      | Генеральное консульство | Василян, Карен Ашотович            |      |
| Израиль                 | Хайфа            | Генеральное консульство | Попов, Игорь Витальевич            |      |
| Индия                   | Калькутта        | Генеральное консульство | Идамкин Алексей Михайлович         |      |
| Индия                   | Мумбаи           | Генеральное консульство | Суровцев, Алексей Владимирович     |      |
| Индия                   | Ченнаи           | Генеральное консульство | Авдеев, Олег Николаевич            |      |
| Ирак                    | Басра            | Генеральное консульство | Поспелов, Валерий Иванович         |      |
| Ирак                    | Эрбиль           | Генеральное консульство | Левин, Олег Владимирович           |      |
| Иран                    | Исфахан          | Генеральное консульство | Бурмистров, Борис Аркадьевич       |      |
| Иран                    | Решт             | Генеральное консульство | Вадов, Андрей Георгиевич           |      |
| Испания                 | Барселона        | Генеральное консульство | Панков, Александр Юрьевич          |      |
| Италия                  | Генуя            | Генеральное консульство | Ведринская, Мария Евгеньевна       |      |
| Италия                  | Милан            | Генеральное консульство | Нуризаде, Александр Беюкович       |      |
| Италия                  | Палермо          | Генеральное консульство | Пантелеев, Евгений Александрович   |      |
| Йемен                   | Аден             | Генеральное консульство | Деятельность приостановлена в 2015 |      |
| Казахстан               | Алма-Ата         | Генеральное консульство | Бобров, Евгений Петрович           |      |
| Казахстан               | Уральск          | Генеральное консульство | Батманов, Андрей Кимович           |      |
| Казахстан               | Усть-Каменогорск | Генеральное консульство | Королёв, Михаил Юрьевич            |      |
| Канада                  | Монреаль         | Генеральное консульство | Носков, Александр Александрович    |      |
| Канада                  | Торонто          | Генеральное консульство | Михайлов, Кирилл Сергеевич         |      |
| Кыргызстан              | Ош               | Генеральное консульство | Свистин, Роман Викторович          |      |
| Китай                   | Гонконг          | Генеральное консульство | Сагитов, Игорь Ильдусович          |      |
| Китай                   | Гуанчжоу         | Генеральное консульство | Пашков, Виктор Львович             |      |
| Китай                   | Харбин           | Генеральное консульство | Ощепков, Владимир Платонович       |      |
| Китай                   | Шанхай           | Генеральное консульство | Шманевский, Александр Юрьевич      |      |
| Китай                   | Шэньян           | Генеральное консульство | Черненко Сергей Владимирович       |      |
| КНДР                    | Чхонджин         | Генеральное консульство | Топеха Владимир Владимирович       |      |
| Республика Корея        | Пусан            | Генеральное консульство | Рябков, Геннадий Геннадьевич       |      |
| Куба                    | Гавана           | Генеральное консульство | Пронин, Василий Львович            |      |
| Латвия                  | Даугавпилс       | Генеральное консульство | Колесников, Евгений Иванович       |      |
| Латвия                  | Лиепая           | Генеральное консульство | Белоносов, Алексей Юрьевич         |      |
| Литва                   | Клайпеда         | Генеральное консульство | Грачёв, Александр Георгиевич       |      |
| Марокко                 | Касабланка       | Генеральное консульство | Цыбенко, Андрей Витальевич         |      |
| Монголия                | Дархан           | Генеральное консульство | Зайнутдинов, Руслан Амирович       |      |
| Норвегия                | Киркенес         | Генеральное консульство | Коныгин, Николай Александрович     |      |
| Норвегия                | Шпицберген       | Генеральное консульство | Гущин, Сергей Сергеевич            |      |
| ОАЭ                     | Дубай            | Генеральное консульство | Фомин, Олег Олегович               |      |
| Пакистан                | Карачи           | Генеральное консульство | Хозин, Александр Григорьевич       |      |
| Польша                  | Гданьск          | Генеральное консульство | Колесников, Виктор Петрович        |      |
| Польша                  | Краков           | Генеральное консульство | Линевич, Сергей Георгиевич         |      |
| Румыния                 | Констанца        | Генеральное консульство | Грушко, Татьяна Михайловна         |      |
| Саудовская Аравия       | Джидда           | Генеральное консульство | Алиев, Багавудин Расулович         |      |
| Сирия                   | Алеппо           | Генеральное консульство | Деятельность приостановлена в 2013 |      |
| США                     | Нью-Йорк         | Генеральное консульство | Овсянников, Сергей Константинович  |      |
| США                     | Хьюстон          | Генеральное консульство | Александр Константинович Захаров   |      |
| Таджикистан             | Худжанд          | Генеральное консульство | Варламов, Андрей Николаевич        |      |
| Таиланд                 | Пхукет           | Генеральное консульство | Соснов, Владимир Викторович        |      |
| Турция                  | Анталья          | Генеральное консульство | Рогоза, Олег Васильевич            |      |
| Турция                  | Стамбул          | Генеральное консульство | Буравов, Андрей Вячеславович       |      |
| Турция                  | Трабзон          | Генеральное консульство | Тихонов, Валерий Борисович         |      |
| Франция                 | Марсель          | Генеральное консульство | Молчанов, Сергей Николаевич        |      |
| Франция                 | Страсбург        | Генеральное консульство | Соловьёв, Юрий Александрович       |      |
| Чехия                   | Брно             | Генеральное консульство | Будаев, Александр Николаевич       |      |
| Чехия                   | Карловы Вары     | Генеральное консульство | Потапкин, Владимир Константинович  |      |
| Швейцария               | Женева           | Генеральное консульство | Доровских, Алексей Борисович       |      |
| Швеция                  | Гётеборг         | Генеральное консульство | Фёдорова, Анастасия Валерьевна     |      |
| Эстония                 | Нарва            | Генеральное консульство | Грибков, Юрий Васильевич           |      |
| ЮАР                     | Кейптаун         | Генеральное консульство | Амбаров Роман Евгеньевич           |      |
| Япония                  | Ниигата          | Генеральное консульство | Сергеев, Михаил Александрович      |      |
| Япония                  | Осака            | Генеральное консульство | Рябов, Олег Николаевич             |      |
| Япония                  | Саппоро          | Генеральное консульство | Марин, Сергей Анатольевич          |      |
| Консульства             |                  |                         |                                    |      |
| Финляндия               | Мариехамн        | Консульство             | Зубов Михаил Григорьевич           |      |

## Представительства при международных организациях
| Организация                  | Город     | Тип                          | Глава                               | Офис |
| ---------------------------- | --------- | ---------------------------- | ----------------------------------- | ---- |
| Постоянные представительства |           |                              |                                     |      |
| АСЕАН                        | Джакарта  | Постоянное представительство | Иванов Александр Анатольевич        |      |
| ЕС и ЕВРАТОМ                 | Брюссель  | Постоянное представительство | Чижов, Владимир Алексеевич          |      |
| НАТО                         | Брюссель  | Постоянное представительство | Грушко, Александр Викторович        |      |
| ОБСЕ                         | Вена      | Постоянное представительство | Лукашевич, Александр Казимирович    |      |
| ОИС                          | Джидда    | Постоянное представительство | Абдулатипов, Рамазан Гаджимурадович |      |
| ООН                          | Нью-Йорк  | Постоянное представительство | Небензя, Василий Алексеевич         |      |
| ОЗХО                         | Гаага     | Постоянное представительство | Шульгин, Александр Васильевич       |      |
| Отделение ООН в Вене         | Вена      | Постоянное представительство | [ 221 ]                             |      |
| Отделение ООН в Женеве       | Женева    | Постоянное представительство | Бородавкин, Алексей Николаевич      |      |
| Отделение ООН в Найроби      | Найроби   | Постоянное представительство | Макаренко, Александр Михайлович     |      |
| ФАО                          | Рим       | Постоянное представительство | Горбань, Александр Васильевич       |      |
| Совет Европы                 | Страсбург | Постоянное представительство | Солтановский, Иван Дмитриевич       |      |
| СНГ                          | Минск     | Постоянное представительство | Шведов, Андрей Владимирович         |      |
| ЭСКАТО                       | Бангкок   | Постоянное представительство | Барский, Кирилл Михайлович          |      |
| ЮНЕСКО                       | Париж     | Постоянное представительство | Кузнецов, Александр Игоревич        |      |

## Прочие представительства
| Страна                                 | Город       | Тип                                                  | Глава                                                       | Офис |
| -------------------------------------- | ----------- | ---------------------------------------------------- | ----------------------------------------------------------- | ---- |
| Представительства                      |             |                                                      |                                                             |      |
| Государство Палестина                  | Рамалла     | Представительство                                    | Аганин, Айдар Рашидович                                     |      |
| Нигерия                                | Абуджа      | Представительство                                    | Перевай, Василий Александрович                              |      |
|                                        |             |                                                      |                                                             |      |
| Отделения, канцелярии, пункты и секции |             |                                                      |                                                             |      |
| Япония                                 | Хакодате    | Отделение генерального консульства                   | Фабричников, Андрей Аркадьевич в ранге генерального консула |      |
| Эстония                                | Тарту       | Канцелярия консульского отдела посольства            | Прилепин, Даниил Геннадьевич                                |      |
| Туркменистан                           | Туркменбаши | Консульский пункт посольства                         | Гильмутдинова, Наиля Нурисламовна                           |      |
| Грузия                                 | Тбилиси     | Секция интересов (при Посольстве Швейцарии в Грузии) | Конышев, Евгений Иванович                                   |      |

## Бывшие посольства
Ниже приводится список посольств, которые существовали, но ныне закрыты:
- Буркина-Фасо: Посольство в Уагадугу. В 1996 году также было закрыто посольство Буркина-Фасо в Москве. В настоящее время Россию в Буркина-Фасо представляет посол РФ в Кот-д’Ивуаре, а интересы Буркина-Фасо в России — посол Буркина-Фасо в Германии[235].
- Лесото: Посольство в Масеру. В настоящее время Россию в Лесото представляет посол РФ в ЮАР, а интересы Лесото в России — посол Лесото в Германии)[236].
- Либерия: Посольство в Монровии прекратило деятельность в 1990 году в связи с начавшейся в Либерии гражданской войной. В настоящее время Россию в Либерии представляет посол РФ в Гане. Кроме того, в Либерии назначен почётный консул Российской Федерации)[237].
- Нигер: Посольство в Ниамее. В настоящее время Россию в Нигере представляет посол России в Мали, а интересы Нигера в России — посол Нигера в Германии[238].
- Папуа — Новая Гвинея: Посольство в Порт-Морсби; действовало с 1990 по 1992 год. В настоящее время Россию в Папуа — Новой Гвинее представляет посол России в Индонезии[239].
- Сан-Томе и Принсипи: Посольство в Сан-Томе; действовало с 1978 по 1992 год. В настоящее время Россию в Сан-Томе и Принсипи представляет посол России в Анголе[240][241].
- Сомали: Посольство в Могадишо; было открыто в 1960 году, срочно эвакуировано в 1991 году. В настоящее время Россию в Сомали представляет посол России в Джибути[242].
- Суринам: Посольство в Парамарибо; действовало с 1982 по 1995 год. В настоящее время Россию в Суринаме представляет посол России в Бразилии[243].
- Сьерра-Леоне: Посольство во Фритауне; действовало с 1963 по 1992 год. В настоящее время Россию в Сьерра-Леоне представляет посол России в Гвинее[244].
- Того: Посольство в Ломе; действовало с 1960 по 1992 год. В настоящее время Россию в Того представляет посол России в Бенине[245].
- Украина: Посольство в Киеве; действовало с 1992 по 2022 год.
- Экваториальная Гвинея: Посольство в Малабо; действовало с 1962 по 1992 год. В настоящее время Россию в Экваториальной Гвинее представляет посол России в Камеруне[246].

## Будущие диппредставительства
- Узбекистан: По планам, к 2024 году генеральное консульство РФ должно открыться в Самарканде[247].